# Podostyela grynfeltti
Podostyela grynfeltti är en sjöpungsart som beskrevs av Radovan Harant och Vernier 1933. Podostyela grynfeltti ingår i släktet Podostyela och familjen Styelidae. Inga underarter finns listade i Catalogue of Life.